# 永昌街道 (丹东市)
永昌街道，是中华人民共和国辽宁省丹东市振兴区下辖的一个乡镇级行政单位。

## 行政区划
永昌街道下辖以下地区：
永昌社区、北桥社区、宾馆社区、体育社区和振八社区。